# Митрофан-Дикост
Митрофан-Дикост (коми Митрӧпандікост) — посёлок в Троицко-Печорском районе Республики Коми России. Административный центр сельского поселения Митрофан-Дикост.

## История
Основан после 1930 года. В 1950 году упомянут как лесоучасток Митрофаново с населением 362 человека. В том же году передан из состава Савиноборского сельсовета в новообразованный Митрофановский сельсовет. В списке населённых пунктов Коми АССР 1956 года упоминается как посёлок лесозаготовителей Митрофан-Дикост. С 1965 года являлся центром Митрофановского сельсовета. В 1959 году в посёлке проживало 778 человек; в 1970 году — 1029 человек; в 1989 году — 741 человек.

## География
Посёлок находится в юго-восточной части Республики Коми, в пределах Печорской низменности, на левом берегу реки Печоры, на расстоянии примерно 45 километров (по прямой) к северу от посёлка городского типа Троицко-Печорск, административного центра района. Абсолютная высота — 102 метра над уровнем моря.
Климат
Климат характеризуется как умеренно континентальный, с продолжительной морозной многоснежной зимой и коротким прохладным летом. Среднегодовая температура воздуха составляет −1,2°С. Средняя температура воздуха самого тёплого месяца (июля) составляет 15,9 °C (абсолютный максимум — 35 °С); самого холодного (января) — −18 °C (абсолютный минимум — −51 °С). Среднегодовое количество атмосферных осадков составляет 590 мм, из которых 409 мм выпадает в период с апреля по ноябрь. Безморозный период длится в течение 176 дней в году.
Часовой пояс
Митрофан-Дикост, как и вся Республика Коми, находится в часовой зоне МСК (московское время). Смещение применяемого времени относительно UTC составляет +3:00.

## Население
| 2000 | 2010 |
| ---- | ---- |
| 493  | ↘351 |

Гендерный состав
По данным Всероссийской переписи населения 2010 года в гендерной структуре населения мужчины составляли 48,4 %, женщины — соответственно 51,6 %.
Национальный состав
Согласно результатам переписи 2002 года, в национальной структуре населения русские составляли 44 % из 416 чел., коми — 34 %.